# Lopez Tonight
Lopez Tonight foi um talk show americano que estreou no dia 9 de novembro de 2009. Foi apresentado por George Lopez durante quatro dias da semana de onze horas a meia-noite até seu cancelamento em 10 de agosto de 2011.